# På samma spår
På samma spår utkom 1976 och är ett musikalbum med den kristna sångaren Jan Sparring. På skivan medverkar också syskongruppen Norlins.

## Låtlista

### Sida 1
1. Sjung med oss i sången
2. Han är min sång och min glädje
3. En ny skön sång
4. Tack för allt du ger (The Elephant Song)
5. Jesus är ute och söker

### Sida 2
1. Allt det gamla det är slut (Release me)
2. När vi honom ser
3. När du ber
4. Om det kärlek ej är (If that isn't love)
5. O hur saligt att få vandra

### Fotnoter
1. ↑  ”På samma spår”. Svensk mediedatabas. 27 februari 1976. https://smdb.kb.se/catalog/id/001887993. Läst 16 juli 2019.